# کی‌دی رحمت

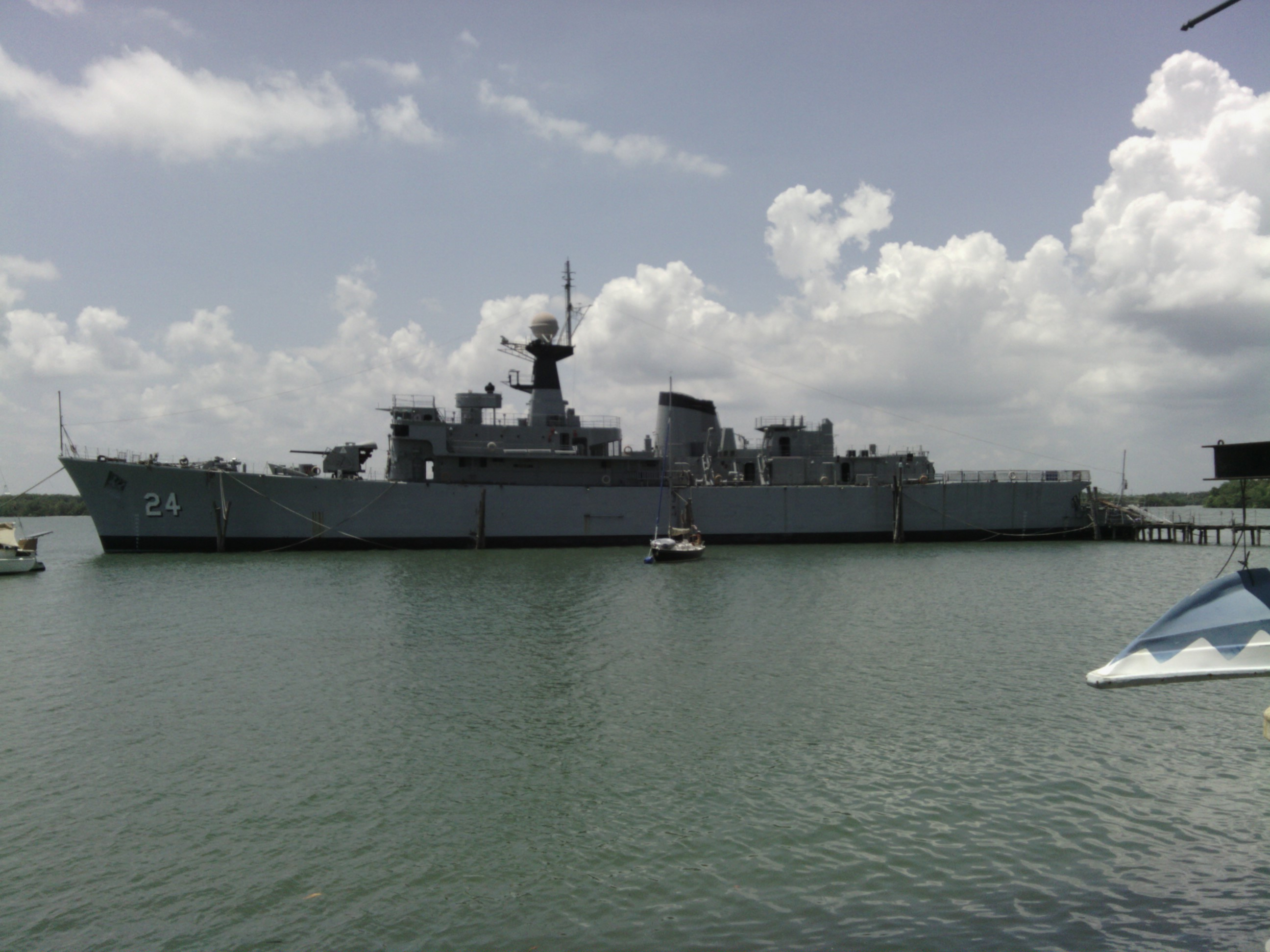
نگاره ای از کی‌دی رحمت در سال ۲۰۱۴

کی‌دی رحمت (به انگلیسی: KD Rahmat) یک کشتی است که طول آن ۹۳٫۹ متر (۳۰۸ فوت) می‌باشد. این کشتی در سال ۱۹۶۷ ساخته شد.